# Brielse Gatdam
De Brielse Gatdam is de dam waarmee in 1966 het Brielse Gat werd afgesloten. In 1950 was de Brielse Maas al afgesloten met de Brielse Maasdam. Tussen de Brielse Gatdam en de Brielse Maasdam ontstond het Oostvoornse Meer dat gebruikt werd als zandwinningsgebied voor de aanleg van de Maasvlakte.
De Brielse Gatdam verbindt het voormalige eiland Voorne met de Maasvlakte. Over de Brielse Gatdam is geen weg aangelegd.

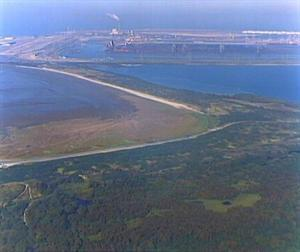
Brielse Gatdam met op de achtergrond de Maasvlakte